# Kostel svaté Máří Magdalény (Včelákov)
Kostel svaté Máří Magdalény je sakrální stavba vybudovaná mezi roky 1844 a 1848 v pozdně klasicistním stylu v městyse Včelákov ležícím v okrese Chrudim v Pardubickém kraji, jihovýchodně od okresního města. Je farním kostelem včelákovské farnosti a je chráněn jako kulturní památka ČR.

## Historie
Kostel ve Včelákově je zmiňován v roce 1350 jako farní. Jednalo se o plochostropou gotickou kamennou stavbu s dřevěným stropem a kruchtou. V roce 1624 byl kostel přifařen ke Skutči, v roce 1677 k Hlinsku, k obnovení farnosti došlo v roce 1738 z podnětu Štěpána hraběte Kinského. Základy ke stavbě nového kostela byly položeny v roce 1844, stavba byla dokončena o čtyři roky později stavitelem Hanušem v pozdně klasicistním slohu, v roce 1850 posvěcená, původní kostel byl snesen v roce 1851.

## Popis
Kostel je jednolodní orientovaná stavba postavená na exponované místě nad obcí v nadmořské výšce 507 metrů. K hlavní lodi přiléhá pravoúhle uzavřený presbytář, k němuž je na východě přistavěná hranolová věž s bočními přístavky. Hladká fasáda je členěná nárožní bosáží a půlkruhovými okny dosedajícími na průběžnou podokenní římsu. Hlavní západní portál je pravoúhlý završený kladím. Střecha kostela je valbová, krytá taškami, střechy přístavků věže jsou oplechované, podobně jako jehlancová střecha věže.
Interiér kostela je zaklenut plackou v hlavní lodi a valenou klenbou s výsečemi v kněžišti, podkruchtí je plochostropé. Vnitřní výmalbu kostela provedl roku 1929 místní farář Jan Kohel.
Zařízení kostela je klasicistní a empírové, současné s kostelem. Hlavní oltář má v nástavci obraz Ježíše s Marií Magdalenou od Jana Umlaufa, který je také autorem obrazů křížové cesty z let 1860–1870, obraz bočního oltáře představuje ukřižovaného Krista s Bolestnou Pannou Marií, dílo z let 1830–1840 od malíře Schmidta, žáka vídeňské Führichovy školy. V sakristii je obraz Maří Magdalény z roku 1831. Uvnitř objektu se nachází pamětní deska se jmény všech obětí z osady Ležáky.
Na přelomu let 1849 a 1850 získal kostel varhany, jejichž autorem je Karel Josef Trnka (1800–1871) z Chrasti u Chrudimi. Stály 680 zlatých a měly celkově 14 rejstříků, a sice sedm na hlavním stroji (Principal 8', Flétna 8', Octava 4', Fugara 4', Kvinta 3', Superoctava 2', Mixtura), čtyři pro pozitiv (Copula maior 8', Copula minor 4', Principal 2', Mixtura) a tři určené pedálům (Subbas 16', Octavbas 8', Principálbas 4'). Nástroj prošel opravami v letech 1895 (provedl ji Jan Mácal), 1924 (Václav Poláček) a 2000 (Jan Karel).